# Saint-Front-d’Alemps
Saint-Front-d’Alemps (okzitanisch Sent Front d’Alems) ist eine südfranzösische Gemeinde mit 252 Einwohnern (Stand 1. Januar 2022) im Département Dordogne in der Region Nouvelle-Aquitaine (vor 2016 Aquitanien). Sie gehört zum Kanton Thiviers im Arrondissement Nontron. Zuständiger Gemeindeverband ist die Communauté de communes Périgord-Limousin. Die Einwohner werden als Saint-Frontais d’Alemps bzw. als Saint-Frontaises d’Alemps bezeichnet.

## Etymologie
Saint-Front ist der Heilige Fronto von Périgueux, erster legendärer Bischof von Périgueux. Der als Zusatz gewählte Bach Ruisseau l’Alemps, an dem der Ortskern liegt, leitet sich entweder vom gallorömischen Eigennamen Lentius oder möglicherweise auch vom germanischen Eigennamen Adalheim ab.

## Geographie

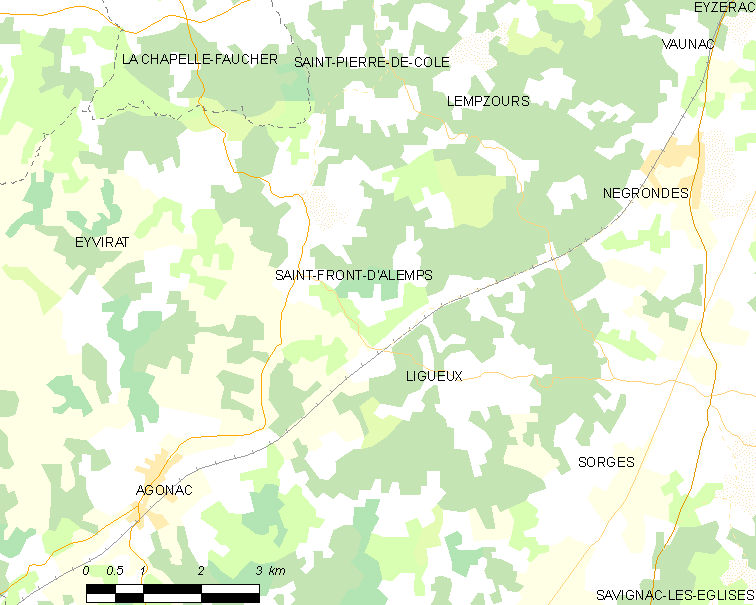
Lagekarte von Saint-Front-d’Alemps

Die Gemeinde Saint-Front-d’Alemps liegt 17 km nordnordöstlich von Périgueux und 5 Kilometer nordöstlich von Agonac am Bach Alemps im Übergangsgebiet zwischen dem waldreichen Périgord vert und dem Périgord blanc – in einer Höhe von ca. 150 m.
Sie wird von folgenden Nachbargemeinden umgeben:
| La Chapelle-Faucher                    | Saint-Pierre-de-Côle                        | Lempzours                     |
| Brantôme en Périgord (vormals Eyvirat) | Kompassrose, die auf Nachbargemeinden zeigt | Négrondes                     |
| Agonac                                 |                                             | Sorges et Ligueux en Périgord |

Die Gemeinde besteht neben dem Hauptort aus mehreren Weilern (hameaux), Einzelgehöften (fermes) und Geländepunkten:
Bel Air, Boissetie, Bord, Bost de Barre, Bosvert, Brochard, Chignac, Courrivaux, Crémiéras, Fontaine de la Roche, Grange de Brochard, Grange des Lassales, L’Eyperlichie, La Bonnelie, La Faurie, La Fontaine, La Forêt, La Goulandie, La Roche Pontissac, La Rougerie, La Verrière (Ruinen), Le Bouquet, Le Colombier, Le Guaud, Le Mas, Le Mouret, Le Repaire, Les Boiges, Les Étouillés Vieilles, Les Gannes, Les Granges, Les Guillauds, Les Jonies, Les Pompis, Levraud, Pampelune, Puyjaneau, Puyssec, Rochemorin und Vensac.
Der topographisch niedrigste Punkt der Gemeinde Saint-Front-d’Alemps liegt auf 128 Meter im Südwesten bei Les Gannes an der Gemeindegrenze zu Agonac. Hier verlässt die Beauronne die Gemeinde. Der höchste Punkt nimmt 221 Meter ein und befindet sich im Westen bei Le Repaire. Die absolute Höhendifferenz beträgt 93 Meter, die durchschnittliche Meerhöhe 175 Meter. Das Rathaus kommt auf 153 Meter zu liegen.
Die Gemeinde besitzt eine Gesamtfläche von 19,02 Quadratkilometer.

### Verkehrsanbindung
Der Ortskern von Saint-Front-d’Alemps liegt an der in südlicher Richtung verlaufenden D 3 von La Chapelle-Faucher nach Agonac. Ferner quert den Ortskern die D 74. Sie biegt von der D 78 im Côletal nach Südosten ab, berührt den Ortskern und dirigiert sich weiter nach Südosten in Richtung Ligueux und Sorges. Vom Ortskern aus kann über eine Kommunalstraße Négrondes im Nordosten angesteuert werden. Auch Eyvirat im Westen ist über eine Kommunalstraße vom Ortskern aus zu erreichen. Von der D 3 aus erfolgt 1,5 Kilometer nördlich der Ortschaft ein Abzweig nach Saint-Pierre-de-Côle im Norden.
Entlang der Südostgrenze verläuft im Tal der Beauronne die Bahnstrecke Limoges-Bénédictins–Périgueux. Nächster Halt ist der Bahnhof in Agonac, der rund 4 Kilometer vom Ortskern entfernt liegt.

### Bodenbedeckung

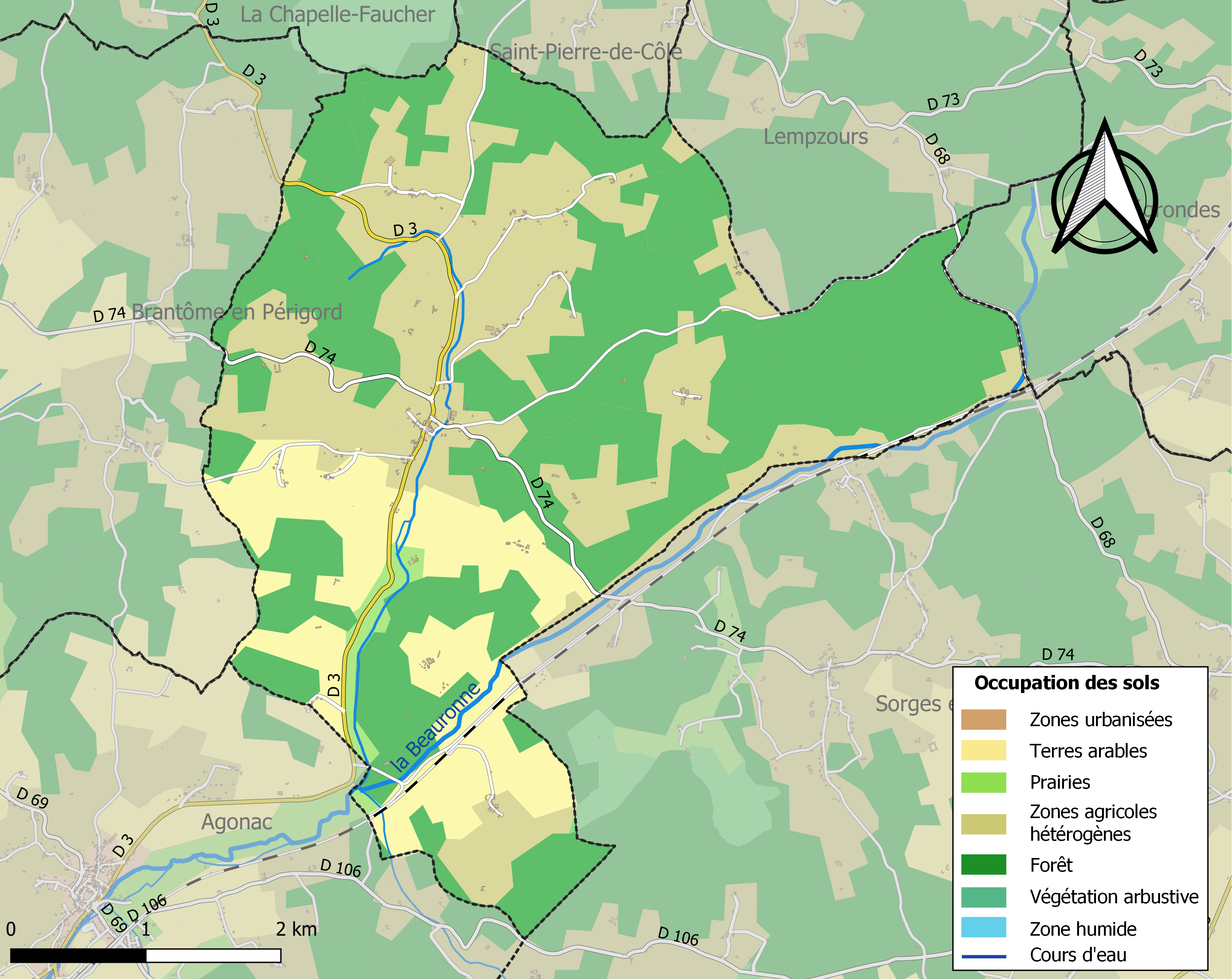
Bodenbedeckung in der Gemeinde Saint-Front-d’Alemps

Die Bodenbedeckung der Gemeinde Saint-Front-d’Alemps schlüsselt sich im Jahr 2018 gemäß der europäischen Datenbank CORINE Land Cover (CLC) wie folgt auf:
- Wälder oder seminaturelle Ländereien – 50,6 %
- heterogene landwirtschaftliche Nutzung – 31,5 %
- Ackerland – 16,3 %
- Wiesen – 1,5 %.

Die forstwirtschaftliche Nutzung steht mit 50,6 % im Vordergrund. Sie ist gegenüber 1990 mit 50,9 % nur leicht zurückgegangen.

## Klima
Das Klima ist gemäßigt; Regen (937 mm/Jahr) fällt übers Jahr verteilt. Die Gemeinde besitzt ein abgeschwächtes ozeanisches Klima  mit gemäßigtem Sommer (Cfb nach Köppen und Geiger), das sich durch folgende Parameter auszeichnet:
| Klimaparameter im Zeitraum 1971–2000 |
| --- |
| - Jahresmittel: 11,9 °C - Anzahl der Tage unter −5 °C: 2,9 - Anzahl der Tage oberhalb 30 °C: 7,1 - Maximum im Tages-Temperaturunterschied: 15,0 °C - Jahresniederschlag: 937 mm - Niederschlagstage im Januar: 12,8 - Niederschlagstage im Juli: 6,9 |

Durch den Klimawandel zeichnen sich Erhöhungen im Jahresmittel ab, die sich bereits auch bemerkbar machen. So ist beispielsweise an der 58 Kilometer entfernten Wetterstation in Bergerac das langjährige Jahresmittel von 13,2 °C für 1971–2000 über 13,1 °C für 1981–2010 auf 13,3 °C für 1991–2020 angestiegen – ein Zuwachs um 0,1 °C innerhalb von 20 Jahren.

## Hydrographie

Hydrographische Karte von Saint-Front-d’Alemps

Hauptfluter in der Gemeinde Saint-Front-d’Alemps ist die 28,16 Kilometer lange Beauronne, ein rechter Nebenfluss der Isle. Sie entspringt in der Gemeinde Négrondes und mündet bei Marsac-sur-l’Isle. Die Beauronne fließt für zirka 5 Kilometer entlang der Ost- und vor allen Dingen der Südostgrenze der Gemeinde und durchquert sodann den Südausleger des Gemeindegebiets auf 2 Kilometer. Beim Verlassen der Gemeinde kommt ihr rechtsseitig der L’Alemps entgegen, nach dem die Gemeinde benannt ist. Dieser entspringt etwa 1 Kilometer nordnordwestlich des Ortskerns, an dem er östlich vorbeifließt und dann nach insgesamt 5 Kilometer rechterhand in die Beauronne einmündet. Seine Fließrichtung ist generell Südsüdwest. Er ist nicht zu verwechseln mit dem gleichlautenden Ruisseau l’Alemps, der in Eyvirat entspringt und ebenfalls einen rechten Seitenarm der Beauronne darstellt – jedoch südlich von Agonac mündet.
Die Beauronne und ihr Nebenfluss bilden Teil des Flusssystems Isle-Dronne.
Die Gesamtlänge des Entwässerungsnetzes in der Gemeinde Saint-Front-d’Alemps beträgt 8 Kilometer.

## Geologie

Geologische Karte von Saint-Front-d’Alemps

Die Gemeinde Saint-Front-d’Alemps liegt vollständig auf flachliegenden Sedimenten des nördlichen Aquitanischen Beckens (mit einem maximalen Einfallen von 7° nach Südwest). Die anstehende Schichtenfolge stammt aus der Oberkreide und reicht vom Oberturon über Coniacium zum Santonium. Darüber legen sich Sedimente des kontinentalen Tertiärs – in der Hauptsache Lockersedimente.
Die gesamte Sedimentbedeckung über dem Grundgebirge (Jura und Oberkreide) beträgt durchschnittlich 500 Meter. Ihre Mächtigkeit wächst in Richtung Südwesten an.

### Geomorphologie
Das Gemeindegebiet von Saint-Front-d’Alemps zeigt geomorphologisch bereits die typische Landschaft des Périgord blanc bzw. Périgord central – ein flachliegendes Oberkreideplateau, das insbesondere im Quartär durch kontinentale Erosion in eine monotone, flach gewellte, von kleinen Tälern durchzogene Hügellandschaft verwandelt worden war. Dennoch konnte sich auf den tonig-sandigen, kolluvialen Bedeckungen des Tertiärs ein bedeutender, mehr oder weniger dichter Waldbewuchs etablieren, welcher von Wiesen und kleinen Feldern durchsetzt wird.

### Schichtenfolge
Die Schichtenfolge in Saint-Front-d’Alemps besteht aus Sedimenten der Oberkreide und reicht vom oberen Angoumien bis zum Oberen Santonium. Das zuunterst liegende obere Angoumien oder Angoulême-Formation (Formation c3c) besteht aus kryptokristallinen, kiesartigen Kalken und kreidigen, rudistenführenden Kalken des Turoniums. Sie erscheinen gerade noch an zwei Aufschlüssen entlang der rechten Talseite der Beauronne (bei Bord und Bost de Barre). Darüber legt sich Coniacium (Formation c4) – harte, kristalline Fossilkalke, die auch sandige Lagen aufweisen. Das Coniacium konzentriert sich entlang der beiden Flussläufe und unterlagert auch den Ortskern. Sodann erscheint Untersanton (Formation c5a) – graue, glaukonithaltige, plattige Kalke. Es wird von Mittel- und Obersanton (Formation c5b-c) abgedeckt. Hierbei handelt sich um mergelige Kalke mit Austernschill, siltige Mergel und graue, kreidige, glaukonithaltige Kalke mit schwarzem Silex. Unter-, Mittel- und Obersanton werden auf der geologischen Karte für Saint-Front-d’Alemps aber nicht extra ausgeschieden, sondern als Formation c5 zusammengefasst. Das Santon ist vor allem im Westen der Gemeinde und auf den Hochlagen östlich des Ortskerns zu sehen.

### Sidérolithique
Auf das Santonium der Hochlagen östlich des Ortskerns legt sich der so genannte Sidérolithique – kompaktierte weißgraue Tone mit Feinsandlagen, die bordeauxrote Eisenkrusten und Pisolithe enthalten (Formation e-p). Sein tertiäres Alter ist nicht näher eingegrenzt, angegeben wird Eozän bis Pliozän. Durch kolluvionale Vorgänge kann er auch auf tiefer gelegenes Coniacium herabgreifen.

### Lockersedimente
Auf Hochlagen über dem Sidérolithique kommt altpleistozänes, fluviatiles Plateaualluvium der Formation Fs zu liegen (nördlich von Les Boiges und nördlich von Les Pompis). Es findet sich aber auch über Kolluvium ganz im Osten bei Fontaine de la Roche. Das Kolluvium ist in der Gemeinde Saint-Front-d’Alemps ziemlich weit verbreitet und besitzt generell pleistozänes Alter. Es liegt der Oberkreide, aber auch dem Sidérolithique auf. Unterschieden werden zwei Typen – die Formation CF und die Formation C. Die Formation CF ist fluviatilen Ursprungs – zu erkennen an den zahlreichen enthaltenen Flusskieseln. Sie beschränkt sich auf die Osthälfte und auf den Süden (um Chignac) der Gemeinde. Bei der undifferenzierten Formation C handelt es sich um vorrangig sandige oder sandig-tonige Ablagerungen, die aus dem Coniacium hervorgegangen sind. Sie erscheint im Norden und Nordwesten des Ortskerns.
Im Tal der Beauronne und des L’Alemps hat sich holozänes Alluvium (Formation K) gebildet.

### Tektonik
Als tektonisches Strukturelement ist nur ein kleiner, Nord-Süd-streichender Bruch im Oberturon bei Bord erwähnenswert.

## Naturrisiken

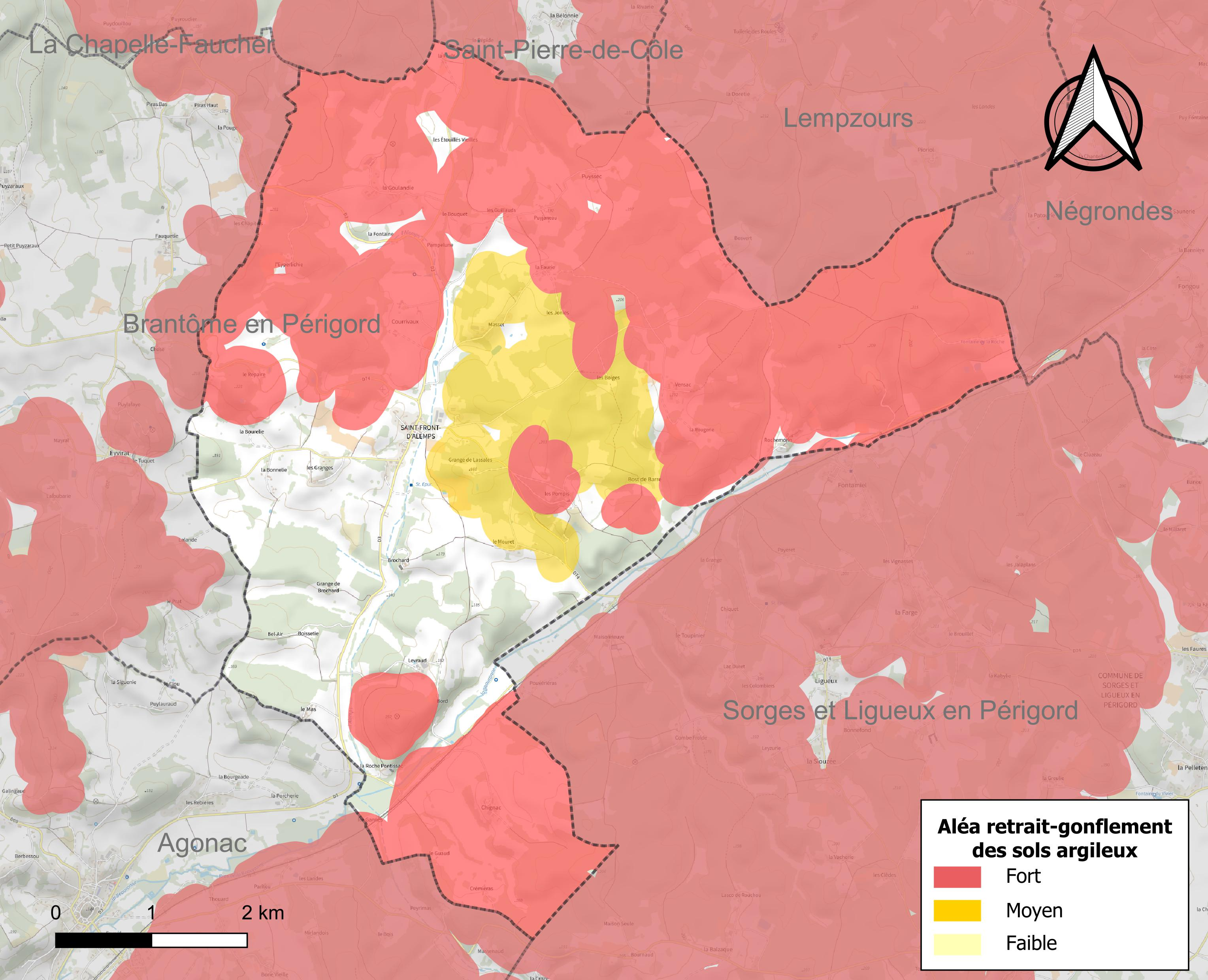
Risikokarte des Quellungs/Schrumpfungsverhältnisses von Tonmineralen in Böden für Saint-Front-d’Alemps

Naturrisiken manifestieren sich in Saint-Front-d’Alemps als
- Überschwemmungen und den mit ihnen assoziierten Schlammströmen und Hangrutschungen an der Beauronne und dem Ruisseau l’Alemps
- Dürren
- Stürme
- Bodensetzungen.

In den Jahren 1982, 1983, 1999 und 2007 (insbesondere 1999) kam es aufgrund erhöhter Niederschläge zu Überschwemmungen, größeren Bodenbewegungen und Rutschungen.
Dürrejahre waren 1989, 1992, 2003 und 2011. In diesen Jahren herrschte erhöhte Waldbrandgefahr.
Ein herausragendes Wintersturmereignis war das Sturmtief Martin im Dezember 1999, das enorme Schäden an den Wäldern und auch an der Infrastruktur hinterließ. Die Zerstörungen in den Wäldern sind selbst im Jahr 2022 noch zu erkennen.
Wie die Risikokarte zeigt, ist Saint-Front-d’Alemps mäßig bis stark von der Gefahr durch Bodensetzungen betroffen, die Gefahren konzentrieren sich hierbei auf Böden des Kolluviums. Die Talungen und anstehende Oberkreide sind hiervon ausgenommen.
Die Erdbebengefahr ist als relativ niedrig einzustufen, am Westrand des Massif Central sind recht seltene Beben der Stärke 3 auf der Richterskala bekannt.

## Geschichte
Ältestes Bauwerk in der Gemeinde Saint-Front-d’Alemps ist die Ortskirche Saint Front mit romanischem Chor aus dem 12. Jahrhundert. Die erste Erwähnung des Ortsnamens als Sanctus Frontus de Lemps stammt aus dem 13. Jahrhundert. Ob der Ort während des Hundertjährigen Krieges (1337–1453) in Mitleidenschaft gezogen wurde, ist unklar. Das Château de Rochemorin geht ins 15. Jahrhundert zurück. Das Château de la Roche Pontissac wurde im 16. Jahrhundert begonnen. Das Herrenhaus Le Repaire stammt aus dem 17. und 18. Jahrhundert.

## Bevölkerungsentwicklung
| Jahr      | 1800 | 1851 | 1876 | 1901 | 1954 | 1999 | 2015 |
| Einwohner | 641  | 622  | 677  | 619  | 369  | 266  | 267  |

Den Höchststand in der Bevölkerung hatte Saint-Front-d’Alemps im Jahre 1876 mit 677 Einwohnern. Der Bevölkerungsrückgang im 20. Jahrhundert ist im Wesentlichen auf die Mechanisierung der Landwirtschaft und die Aufgabe von bäuerlichen Kleinbetrieben zurückzuführen.
| Bevölkerungsentwicklung in Saint-Front-d’Alemps | Bevölkerungsentwicklung in Saint-Front-d’Alemps | Bevölkerungsentwicklung in Saint-Front-d’Alemps |
| ----------------------------------------------- | ----------------------------------------------- | ----------------------------------------------- |
| Jahr                                            | Einwohner                                       |                                                 |
| 1962                                            | 311                                             |                                                 |
| 1968                                            | 306                                             |                                                 |
| 1975                                            | 269                                             |                                                 |
| 1982                                            | 267                                             |                                                 |
| 1990                                            | 285                                             |                                                 |
| 1999                                            | 266                                             |                                                 |
| 2004                                            | 272                                             |                                                 |
| 2006                                            | 277                                             |                                                 |
| 2009                                            | 262                                             |                                                 |
| 2014                                            | 266                                             |                                                 |
| 2015                                            | 267                                             |                                                 |
| 2019                                            | 258                                             |                                                 |
| 2020                                            | 256                                             |                                                 |

Quelle: INSEE
Die Bevölkerungsentwicklung in Saint-Front-d’Alemps erlebte von 1968 bis 1975 einen deutlichen Einbruch, stabilisierte sich dann aber unter leichten Schwankungen.
Die Bevölkerungsdichte in Saint-Front-d’Alemps beträgt 13,5 Einwohner pro Quadratkilometer.

## Verwaltung
Bürgermeister in der Gemeinde Saint-Front-d’Alemps ist seit Mai 2020 Frédéric Dessolas.

## Präsidentschaftswahlen 2022
| Kandidaten                       | Kandidaten            | Parteien                      | Parteien            | 1. Wahlgang | 1. Wahlgang | 2. Wahlgang | 2. Wahlgang |
| Kandidaten                       | Kandidaten            | Parteien                      | Parteien            | Stimmen     | %           | Stimmen     | %           |
| -------------------------------- | --------------------- | ----------------------------- | ------------------- | ----------- | ----------- | ----------- | ----------- |
|                                  | Emmanuel Macron       | En marche !                   | EM                  | 25          | 14,71 %     | 74          | 52,86 %     |
|                                  | Marine Le Pen         | Front national                | FN                  | 53          | 31,18 %     | 66          | 47,14 %     |
|                                  | Jean-Luc Mélenchon    | Front de gauche               | FDG                 | 38          | 22,35 %     |             |             |
|                                  | Éric Zemmour          | Reconquête                    |                     | 9           | 5,29 %      |             |             |
|                                  | Valérie Pécresse      | Les Républicains              | LR                  | 6           | 3,53 %      |             |             |
|                                  | Jean Lassalle         | Résistons !                   | R                   | 15          | 8,82 %      |             |             |
|                                  | Anne Hidalgo          | Parti socialiste              | PS                  | 5           | 2,94 %      |             |             |
|                                  | Fabien Roussel        | Parti communiste français     | PC                  | 8           | 4,71 %      |             |             |
|                                  | Nicolas Dupont-Aignan | Debout la République          | DLR                 | 4           | 2,35 %      |             |             |
|                                  | Yannick Jadot         | Europe Écologie-Les Verts     | EELV                | 6           | 3,53 %      |             |             |
|                                  | Nathalie Arthaud      | Lutte Ouvrière                | LO                  | 0           | 0,00 %      |             |             |
|                                  | Philippe Poutou       | Nouveau Parti anticapitaliste | NPA                 | 1           | 0,59 %      |             |             |
|                                  |                       |                               |                     |             |             |             |             |
| Gesamt                           | Gesamt                | Gesamt                        | Gesamt              | 170         | 100 %       | 140         | 100 %       |
|                                  |                       |                               |                     |             |             |             |             |
| Gültige Stimmen                  | Gültige Stimmen       | Gültige Stimmen               | Gültige Stimmen     | 170         | 97,70 %     | 140         | 81,87 %     |
| Ungültige Stimmen                | Ungültige Stimmen     | Ungültige Stimmen             | Ungültige Stimmen   | 4           | 2,30 %      | 31          | 18,13 %     |
| Wahlbeteiligung                  | Wahlbeteiligung       | Wahlbeteiligung               | Wahlbeteiligung     | 174         | 81,69 %     | 171         | 80,28 %     |
| Enthaltungen                     | Enthaltungen          | Enthaltungen                  | Enthaltungen        | 39          | 18,31 %     | 42          | 19,72 %     |
| Registrierte Wähler              | Registrierte Wähler   | Registrierte Wähler           | Registrierte Wähler | 213         |             | 213         |             |
|                                  |                       |                               |                     |             |             |             |             |
| Quelle: Ministère de l'Intérieur |                       |                               |                     |             |             |             |             |

Die Präsidentschaftswahlen 2022 in Saint-Front-d’Alemps konnte Emmanuel Macron knapp für sich entscheiden. Im ersten Wahlgang hatte Jean-Luc Mélenchon hinter Marine Le Pen zwar noch die zweitmeisten Stimmen erhalten, war aber dann auf nationaler Ebene für die Stichwahl im zweiten Wahlgang ausgeschieden.

## Wirtschaft
Die Gemeinde ist immer noch in hohem Maße landwirtschaftlich orientiert, wobei auch die Viehzucht eine beträchtliche Rolle spielt. Im Ort selbst haben sich Handwerker und Kleindienstleister angesiedelt. Seit den 1960er Jahren werden einige leerstehende Häuser als Ferienwohnungen (gîtes) vermietet.

### Beschäftigung
Im Jahr 2015 betrug die erwerbsfähige Bevölkerung zwischen 15 und 64 Jahren 131 Personen (49,1 % der Gesamtbevölkerung). Als arbeitslos waren 9 Personen gemeldet, die Arbeitslosigkeit belief sich somit auf 6,9 % – ein Rückgang um 3 Personen (gegenüber 12 Personen im Jahr 2010).

### Unternehmen
Am 31. Dezember 2015 waren in der Gemeinde Saint-Front-d’Alemps 30 Unternehmen angesiedelt, davon 15 in Handel, Transport und Dienstleistungen, 11 in Landwirtschaft, Forst oder Fischerei, 3 in Verwaltung, Bildung, Gesundheit oder Sozialhilfe und 1 im Baugewerbe.

## Sehenswürdigkeiten
- Die Kirche Saint-Front entstand im 12. Jahrhundert; aus dieser Zeit stammen jedoch nur noch die romanische Apsis und die von einer „Schirmkuppel“ gewölbte Vierung, während das aus Bruchsteinen gemauerte Kirchenschiff, der Vierungsturm und die Westfassade im 19. Jahrhundert erneuert wurden. Der Bau wurde im Jahr 2006 in die Inventarliste der Monuments historiques eingetragen.[5]
- Das Château de la Roche Pontissac stammt wahrscheinlich aus dem 16. Jahrhundert, doch wurde der Bau in der Folge mehrfach verändert. Der zweigeschossige Sitz eines Landadeligen besitzt ein Taubenhaus (colombier) und eine große spätmittelalterliche Scheune (grange). Der Bautenkomplex wurde im Jahr 1987 in die Inventarliste der Monuments historiques eingetragen.[6]
- Das Herrenhaus Le Repaire aus dem 17. und 18. Jahrhundert.
- Das Château de Brochard wurde im 18. Jahrhundert erbaut. Es wurde im Jahr 2006 in die Inventarliste der Monuments historiques eingetragen.[7]
- Das im 15. Jahrhundert erbaute Château de Rochemorin fiel zu in den Anfangsjahren der Französischen Revolution (1791) einem Brand zum Opfer. Die Ruine ist ebenfalls seit dem Jahr 2006 in die Inventarliste der Monuments historiques eingetragen.[8]

## Photogalerie

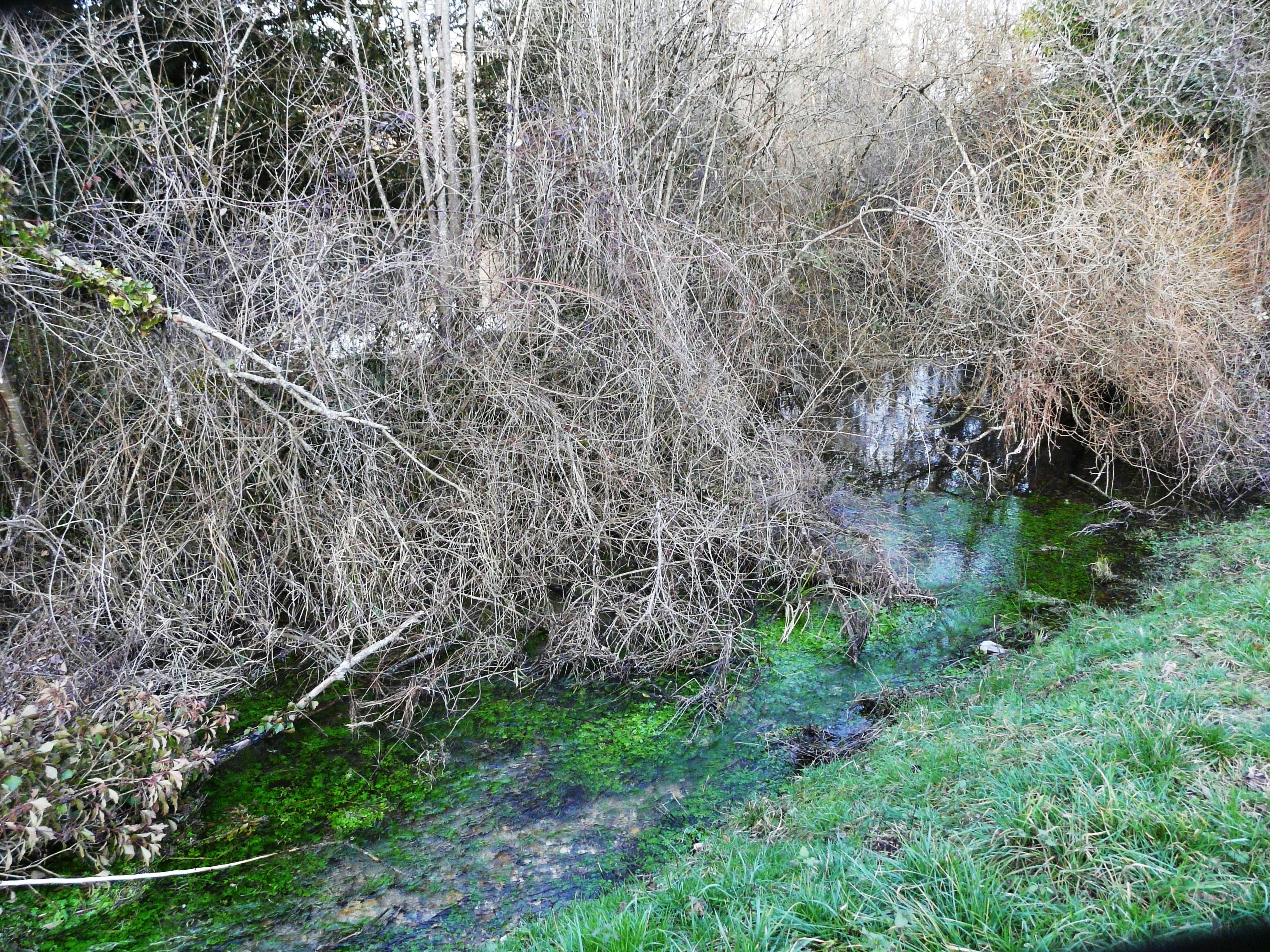
Die Beauronne unterhalb von La Roche Pontissac
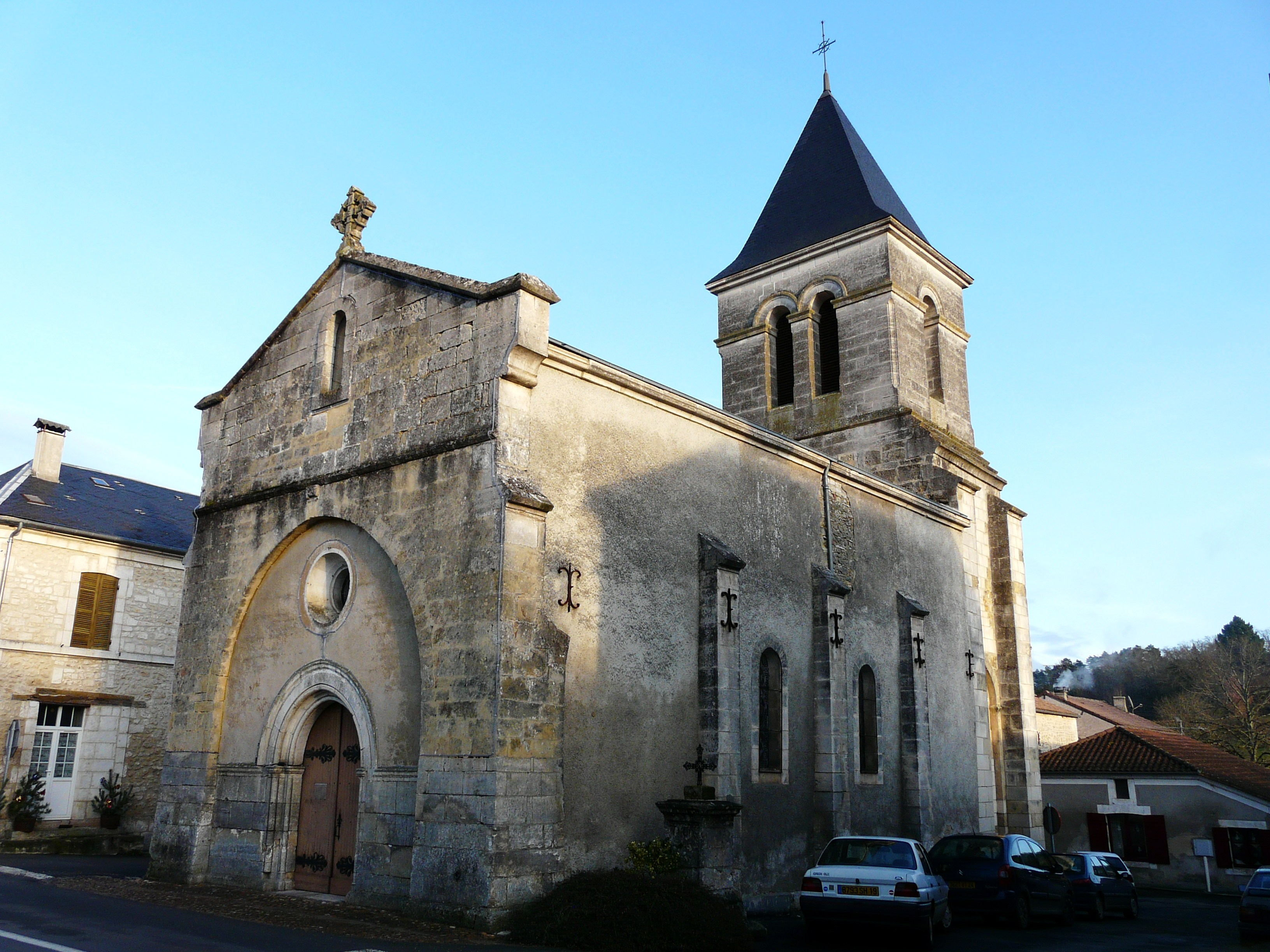
Ortskirche Saint-Front
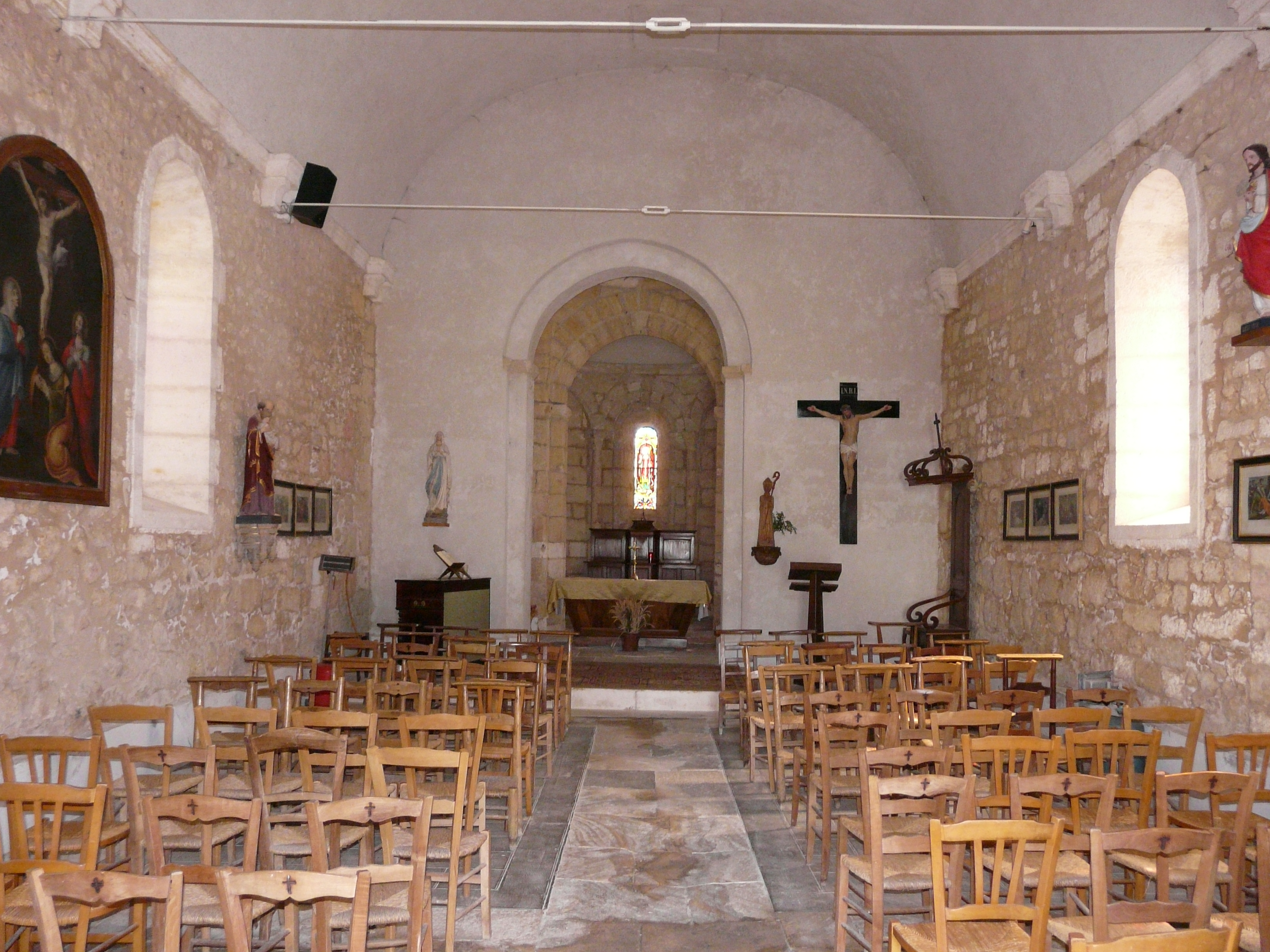
Inneres der Ortskirche
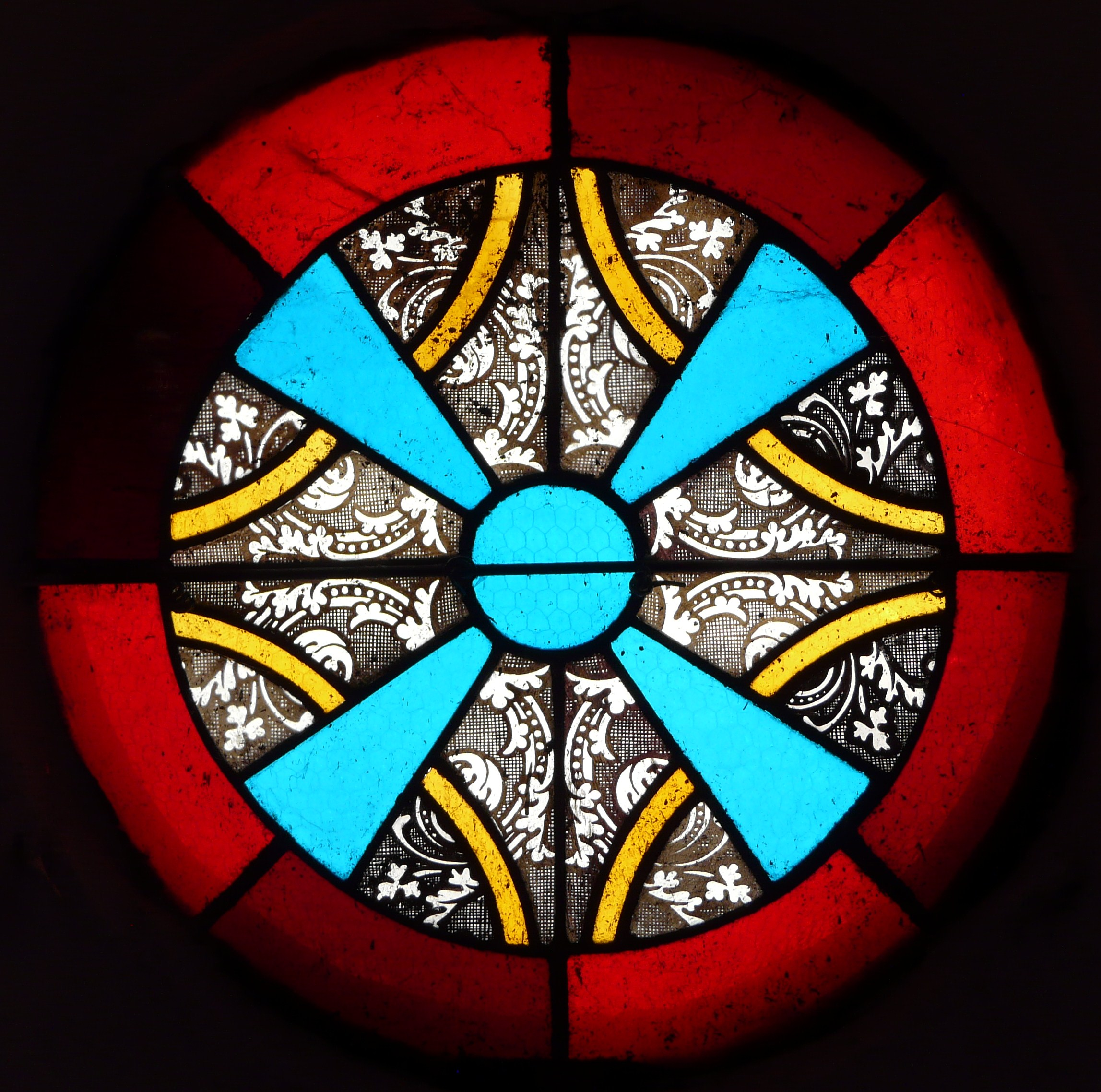
Ochsenauge in Saint Front
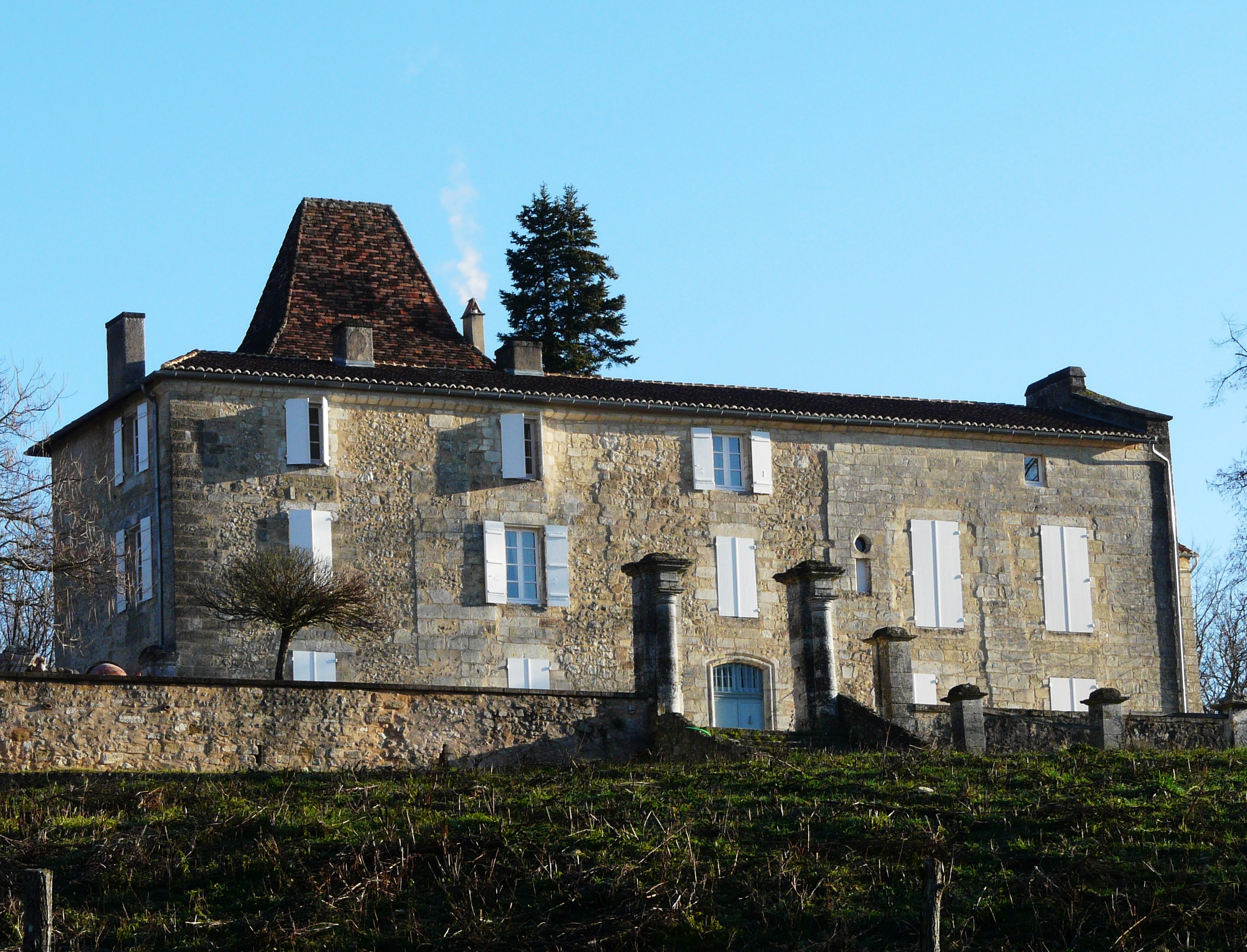
Schloss Château de la Roche Pontissac
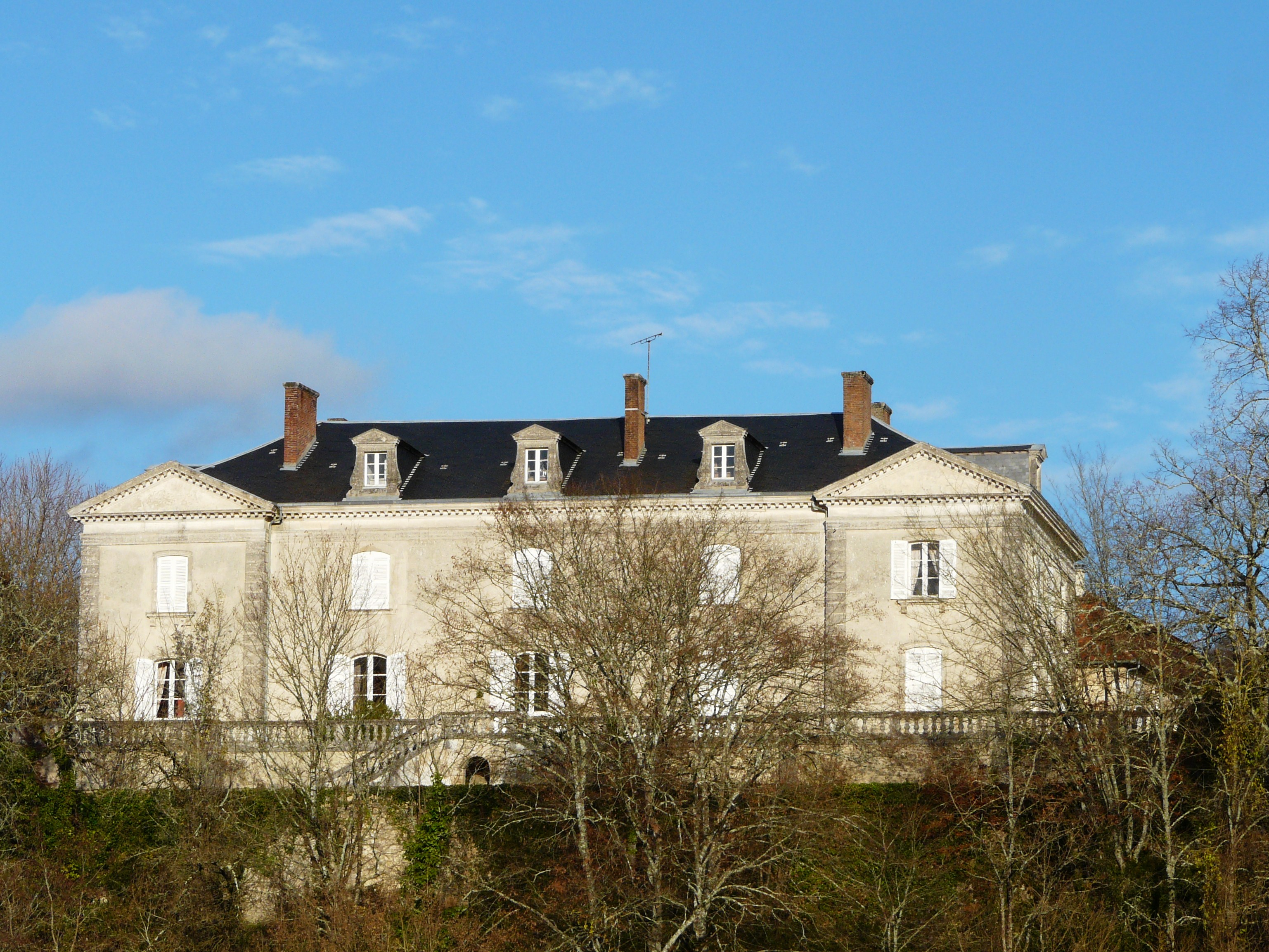
Schloss Château de Brochard
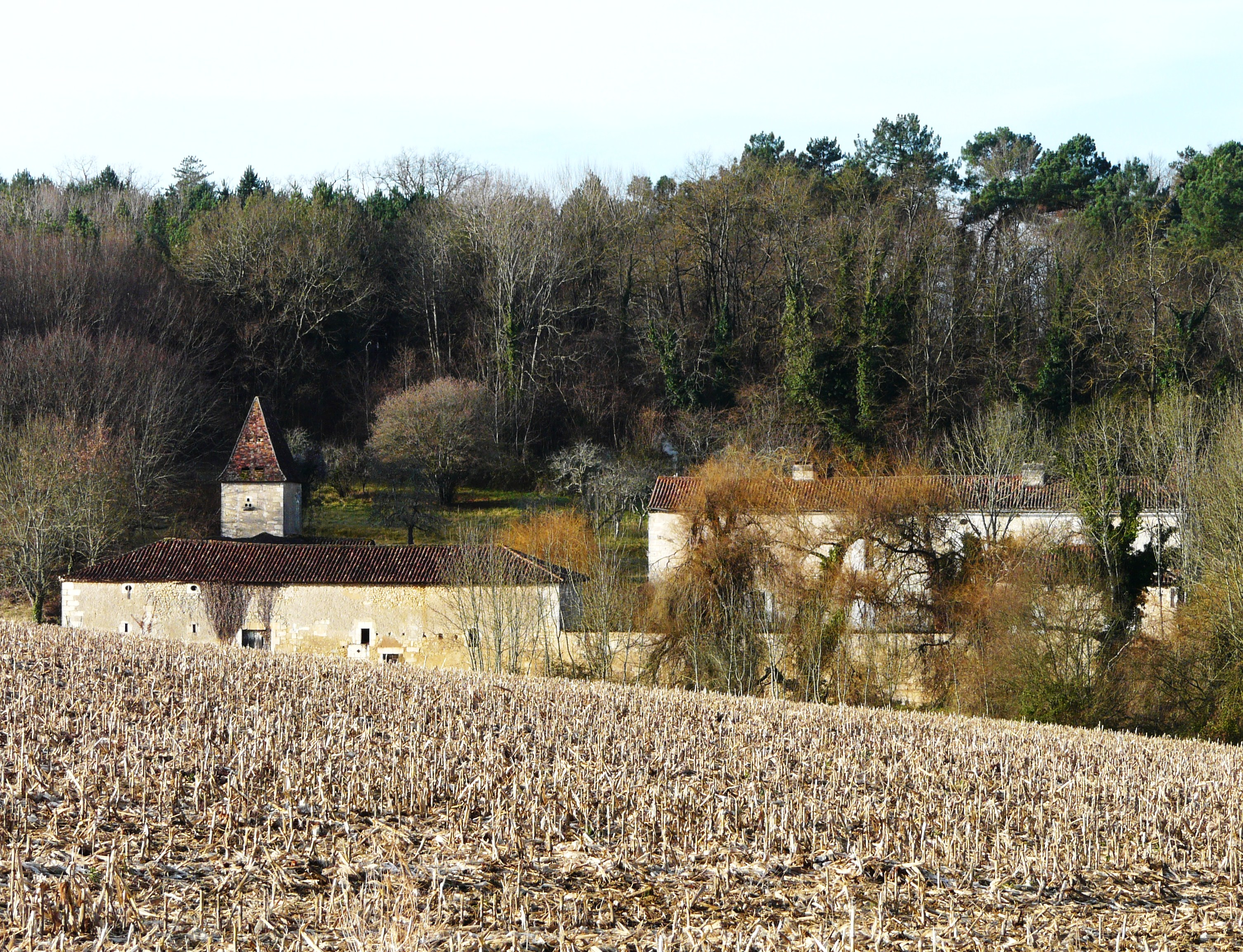
Herrenhaus Le Repaire mit Taubenturm
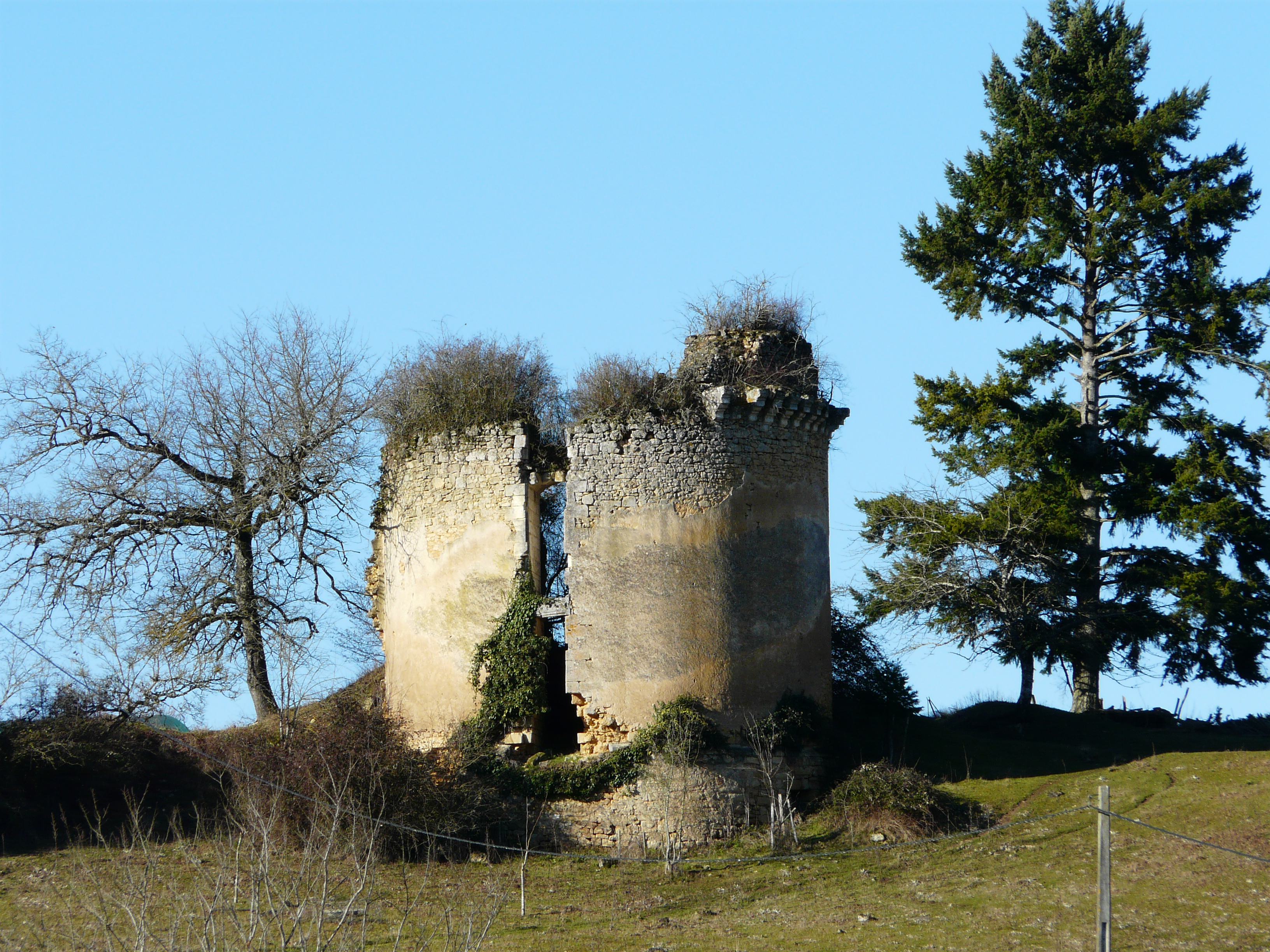
Schloss Château de Rochemorin
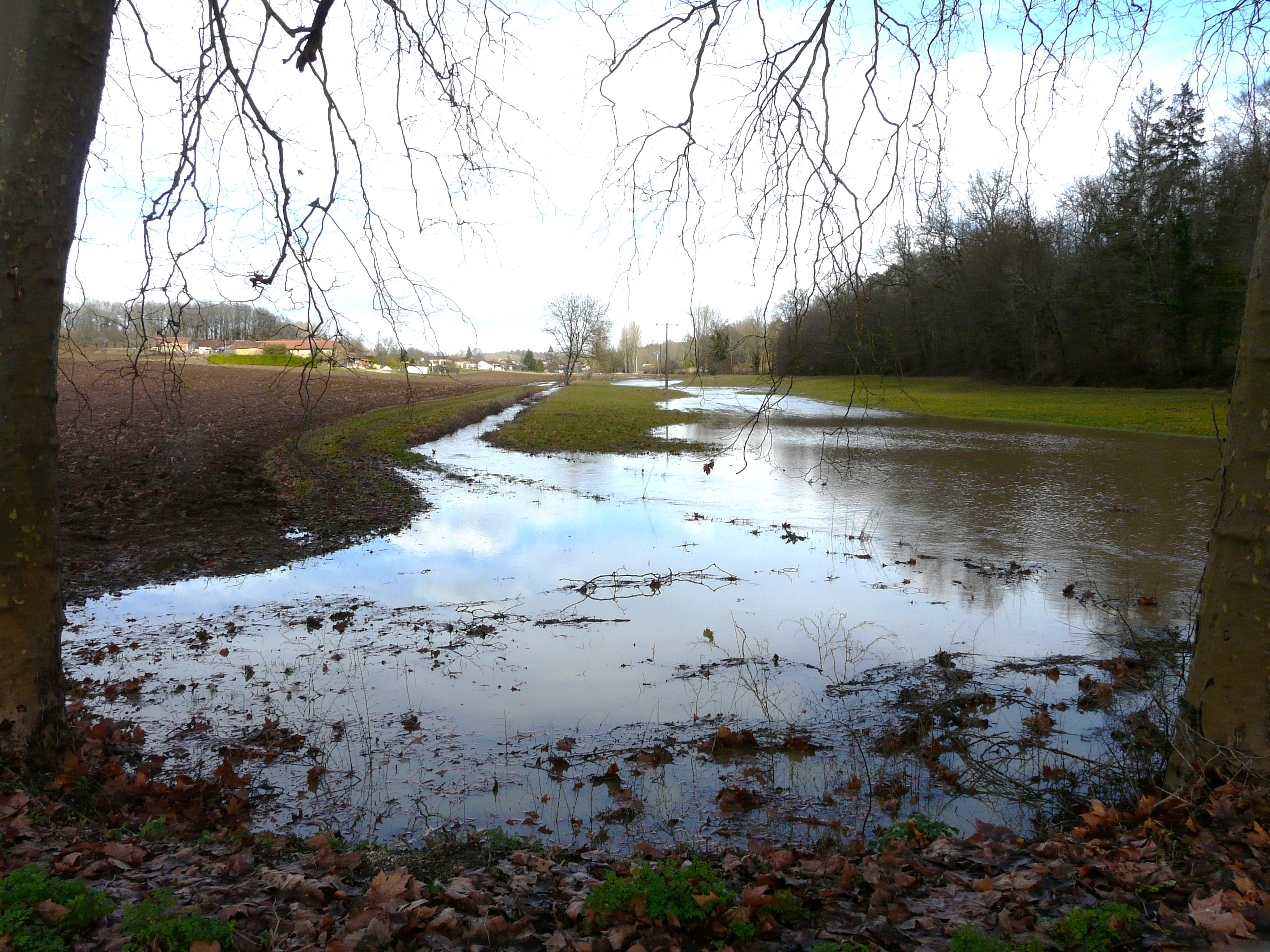
Winterhochwasser am Ruisseau l’Alemps, im Hintergrund der Ortskern
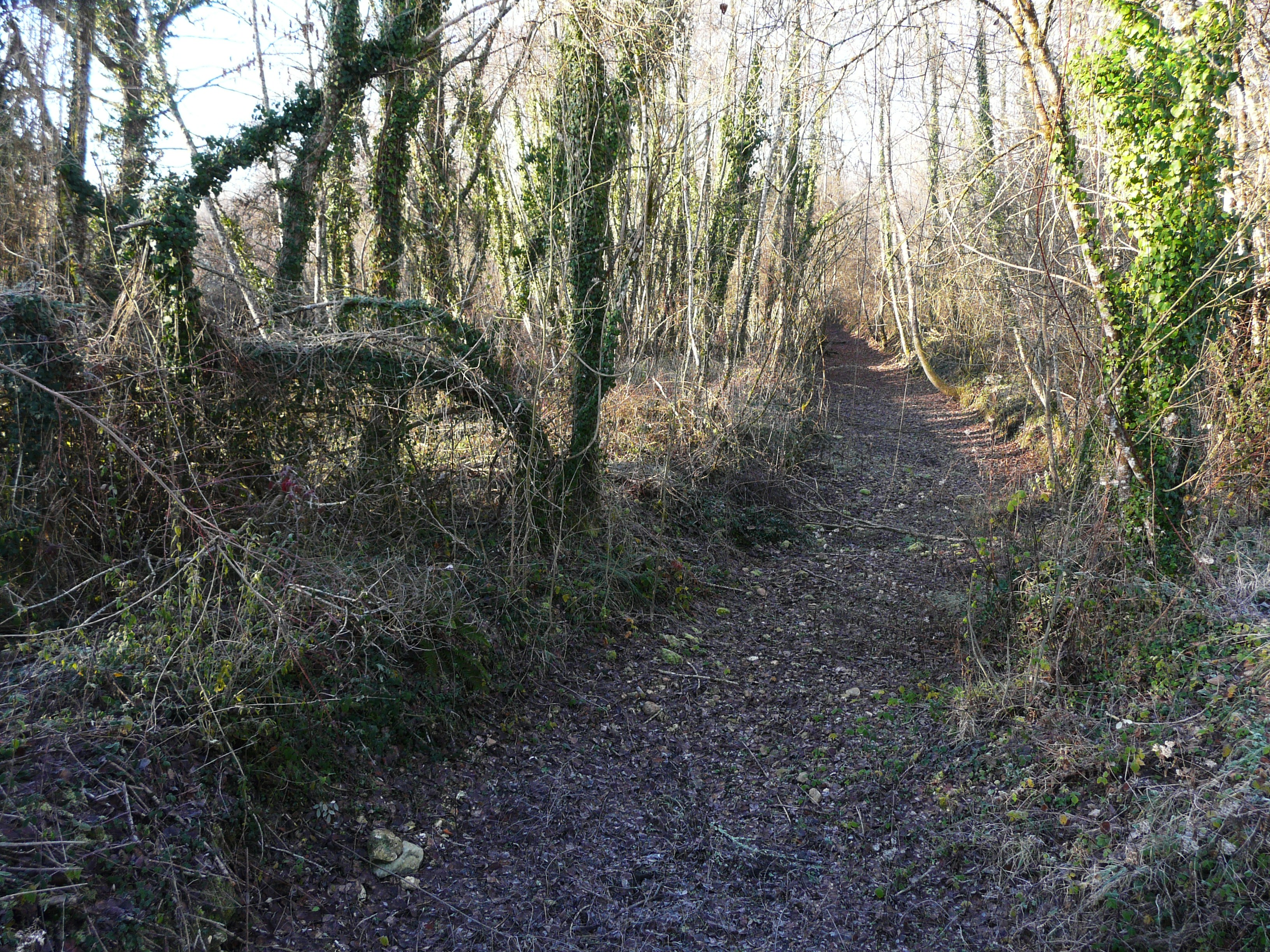
Vollkommen ausgetrocknete Beauronne bei La Roche Pontissac